# Rhoptropus taeniostictus
Rhoptropus taeniostictus — вид геконоподібних ящірок родини геконових (Gekkonidae). Ендемік Анголи.

## Поширення і екологія
Rhoptropus taeniostictus мешкають в провінції Намібе на південному заході Анголи, на північ від пустелі Наміб та нижче Великого Уступу. Вони живуть в сухих чагарникових заростях, серед скельних виступів. Зустрічаються на висоті від 200 до 600 м над рівнем моря.